# Буковаць-Перушицький
44°39′ пн. ш. 15°25′ сх. д. / 44.65° пн. ш. 15.42° сх. д.
Буковаць-Перушицький (хорв. Bukovac Perušićki) — населений пункт у Хорватії, у Лицько-Сенській жупанії у складі громади Перушич.

## Населення
Населення за даними перепису 2011 року становило 91 осіб.
Динаміка чисельності населення поселення:

## Клімат
Середня річна температура становить 8,69 °C, середня максимальна – 23,25 °C, а середня мінімальна – -7,40 °C. Середня річна кількість опадів – 1249 мм.
| Клімат поселення                              | Клімат поселення | Клімат поселення | Клімат поселення | Клімат поселення | Клімат поселення | Клімат поселення | Клімат поселення | Клімат поселення | Клімат поселення | Клімат поселення | Клімат поселення | Клімат поселення | Клімат поселення |
| Показник                                      | Січ.             | Лют.             | Бер.             | Квіт.            | Трав.            | Черв.            | Лип.             | Серп.            | Вер.             | Жовт.            | Лист.            | Груд.            |                  |
| Середній максимум, °C                         | 5,49             | 6,83             | 10,40            | 14,42            | 19,14            | 22,61            | 23,25            | 23,01            | 18,54            | 13,78            | 8,40             | 4,51             |                  |
| Середня температура, °C                       | −0,96            | 0,38             | 3,97             | 7,99             | 12,70            | 16,17            | 18,67            | 18,44            | 13,96            | 9,20             | 3,82             | −0,06            |                  |
| Середній мінімум, °C                          | −7,4             | −6,07            | −2,48            | 1,54             | 6,26             | 9,74             | 14,10            | 13,85            | 9,37             | 4,61             | −0,76            | −4,64            |                  |
| Норма опадів, мм                              | 92               | 93               | 93               | 100              | 88               | 89               | 60               | 78               | 125              | 141              | 162              | 128              |                  |
| Середньомісячна швидкість вітру, м/с          | 2.09             | 2.21             | 2.44             | 2.40             | 2.21             | 2.00             | 2.00             | 1.90             | 1.92             | 2.03             | 2.28             | 2.31             |                  |
| Середньомісячна сонячна радіація, кДж/м²·день | 4566             | 7214             | 10670            | 15198            | 19456            | 21252            | 23120            | 19950            | 14643            | 9324             | 4886             | 3794             |                  |
| --------------------------------------------- | ---------------- | ---------------- | ---------------- | ---------------- | ---------------- | ---------------- | ---------------- | ---------------- | ---------------- | ---------------- | ---------------- | ---------------- | ---------------- |
| Джерело:                                      |                  |                  |                  |                  |                  |                  |                  |                  |                  |                  |                  |                  |                  |